# Zinnowitz
Zinnowitz er en badeby, en kommune og administrationsby i det nordøstlige Tyskland, beliggende i Amt Usedom-Nord i den nordlige del af Landkreis Vorpommern-Greifswald. Landkreis Vorpommern-Greifswald ligger i delstaten Mecklenburg-Vorpommern.

## Geografi
Zinnowitz er beliggende på den nordlige del af øen Usedom, på nordenden af en omkring to kilometer lang landtange mellem Achterwasser og Pommernbugten. Omgivelserne er præget af udstrakte sandklitter både mod Trassenheide mod vest, og mod Zempin i øst, med en åbning mod syd til Achterwasser.
Nabokommuner er (med uret) Zempin, Lütow, Krummin, Mölschow og Trassenheide.
Bundesstraße B 111 går gennem Zinnowitz, og der er jernbaneforbindelse til Wolgast, Peenemünde og den polske by Świnoujście.

## Eksterne kilder og henvisninger
- Wikimedia Commons har flere filer relateret til Zinnowitz
- Kommunen websted
- Kommunens side  på amtets websted
- Befolkningsstatistik mm Arkiveret 21. august 2017 hos  Wayback Machine